# Bellottia apoda
Bellottia apoda és una espècie de peix marí pertanyent a la família dels bitítids i a l'ordre dels ofidiformes.

## Descripció
Cos curt i comprimit, cobert d'escates cicloides petites que manquen sobre el musell. La línia lateral està dividida en dues seccions: una a la part superior i l'altra a la part central dels flancs. El cap és gros i lleugerament deprimit. L'opercle porta una espina a l'angle superior. A l'angle inferior del preopercle hi ha 4 espines agudes. Els radis de les aletes senars són molt nombrosos: l'única aleta dorsal en té de 87 a 93 (de 81 a 96 radis tous segons FishBase) i l'anal de 69 a 77 (de 64 a 76 radis tous a FishBase). El peix viu és de color brunenc amb reflexos blavosos. Fa 6,5 cm de llargada màxima. Absència d'espines a les aletes dorsal i anal. Boca gran i amb mandíbules fortes. 6 radis a l'aleta caudal. Presència de bufeta natatòria. Sense aletes pelvianes. 10-12 vèrtebres precaudals. Aleta caudal unida a les aletes dorsal i anal. L'òrgan copulador del mascle no té parts ossificades. Les femelles tenen porus genitals. Boca terminal. Línia lateral contínua. Absència d'aleta adiposa. Aletes pectorals amb 21-24 radis tous. Peritoneu clar.

## Reproducció
És vivípar i de fecundació interna. Els ous són esfèrics i de color groc, taronja i ambre.

## Alimentació
Menja organismes planctònics (copèpodes) i bentònics (Erythrops sp., Processa sp., amfípodes, Solenocera membranacea). El seu nivell tròfic és de 3,25.

## Hàbitat i distribució geogràfica
És un peix marí i batidemersal (entre 30 i 569 m de fondària), el qual viu sobre els fons de posidònies de la mar Mediterrània (la península Ibèrica -com ara, la costa barcelonina-, les illes Balears, el mar Lígur, Itàlia -incloent-hi Sardenya-, la mar Tirrena, la mar Jònica, la mar Adriàtica, Grècia, la mar Egea i Turquia), de l'Atlàntic oriental (Irlanda, el sud del Portugal continental, Madeira i el corrent de Canàries), del nord del Golf de Mèxic i de la costa de Geòrgia als Estats Units.

## Observacions
És inofensiu per als humans, nocturn i el seu índex de vulnerabilitat és baix (10 de 100).